# Епархия Эмдибира
Епархия Эмдибира (лат. Eparchia Emdeberensis) — епархия Эфиопской католической церкви с центром в городе Эмдибир, Эфиопия. Епархия Эмдибира распространяет свою юрисдикцию на часть территории региона Народов и народностей юга и часть региона Оромия. Епархия Эмдибира входит в митрополию Аддис-Абебы. Кафедральным собором епархии Эмдибира является церковь святого Антония Падуанского.

## История
25 ноября 2003 года Римский папа Иоанн Павел II издал буллу Ad universae incrementum, которой учредил епархию Эмдибира, выделив её из архиепархии Аддис-Абебы.

## Ординарии епархии
- епископ Musie Ghebreghiorghis (25.11.2003 — по настоящее время).

## Источник
- Annuario Pontificio, Libreria Editrice Vaticana, Città del Vaticano, 2003, ISBN 88-209-7422-3
- Булла Ad universae incrementum  (лат.)